# South San Francisco
South San Francisco é uma cidade localizada no estado americano da Califórnia, no condado de San Mateo, na península de São Francisco, na área da baía de São Francisco. A cidade é coloquialmente conhecida como "South City". Foi incorporada em 1908. Possui mais de 66 mil habitantes, de acordo com o censo nacional de 2020.

## Geografia
De acordo com o Departamento do Censo dos Estados Unidos, a cidade tem uma área de 78,1 km², dos quais 23,8 km² estão cobertos por terra e 54,3 km² (69,5%) por água.

### Localidades na vizinhança
O diagrama seguinte representa as localidades num raio de 8 km ao redor de South San Francisco.

## Demografia
Desde 1910, o crescimento populacional médio, a cada dez anos, é de 47,2%.

### Censo 2020
De acordo com o censo nacional de 2020, a sua população é de 66 105 habitantes e sua densidade populacional de 2 773,4 hab/km². Seu crescimento populacional na última década foi de 3,9%, abaixo do crescimento estadual de 6,1%. É a quarta cidade mais populosa e a sexta mais densamente povoada do condado de San Mateo.
Possui 22 683 residências que resulta em uma densidade de 951,6 residências/km² e um aumento de 4,0% em relação ao censo anterior. Deste total, 3,9% das unidades habitacionais estão desocupadas. A média de ocupação é de 3,0 pessoas por residência.
A renda familiar média é de 120 573 dólares e a taxa de emprego é de 69,8%.

### Censo 2010
Segundo o censo nacional de 2010, a sua população era de 63 632 habitantes e sua densidade populacional de 2 688,01 hab/km². Possuía 21 814 residências que resultava em uma densidade de 921,5 residências/km².

## Marcos históricos
O Registro Nacional de Lugares Históricos lista dois marcos históricos em South San Francisco. O primeiro marco foi designado em 11 de julho de 1996 e o mais recente em 14 de fevereiro de 1997, o Martin Building.